# NanoSIMS
NanoSIMS (espectrometria de masses d'ions secundaris a nanoescala) és un instrument analític fabricat per CAMECA que funciona segons el principi de l'espectrometria de masses d'ions secundaris. El NanoSIMS s'utilitza per adquirir mesures de resolució nanoescala de la composició elemental i isotòpica d'una mostra. El NanoSIMS és capaç de crear mapes a nanoescala de distribució elemental o isotòpica, adquisició paral·lela de fins a set masses, identificació isotòpica, alta resolució de massa, sensibilitat de subparts per milió amb resolució espacial de fins a 50 nm.

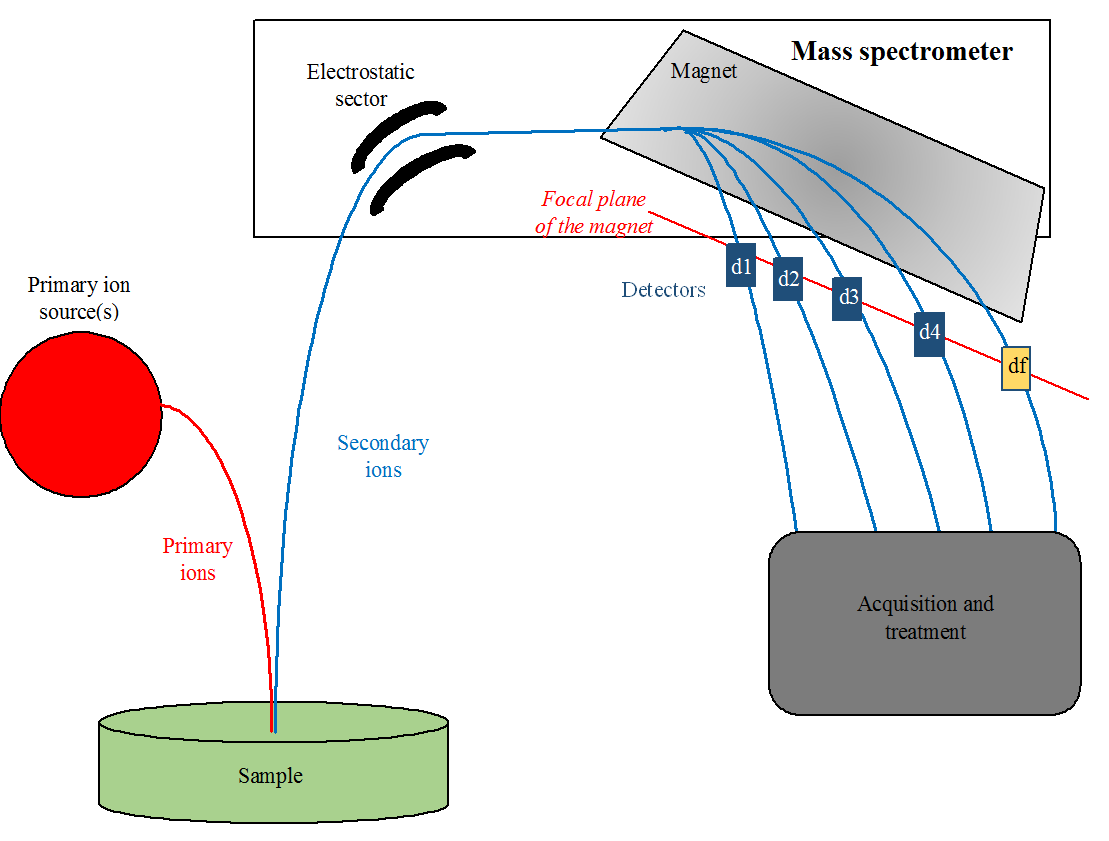
Diagrama simplificat d'un instrument NanoSims50.

El disseny original de l'instrument NanoSIMS va ser concebut per Georges Slodzian a la Universitat de París Sud, a França, i a l'Office National d'Etudes et de Recherches Aérospatiales. Actualment hi ha uns 50 instruments NanoSIMS a tot el món.

## Com funciona
El NanoSIMS utilitza una font d'ions per produir un feix primari d'ions. Aquests ions primaris erosionen la superfície de la mostra i produeixen col·lisions atòmiques, algunes de les quals provoquen l'alliberament de partícules d'ions secundaris. Aquests ions es transmeten a través d'un espectròmetre de masses, on es mesuren i identifiquen les masses. El feix d'ions primaris es dibuixa per tota la superfície de la mostra i es crea un "mapa" de la distribució d'elements i isòtops comptant el nombre d'ions que s'han originat a cada píxel amb una resolució de 50 nanòmetres (nm), de 10 a 50 vegades més gran que la dels SIMS convencionals. Això s'aconsegueix posicionant la sonda primària a prop de la mostra mitjançant un conjunt de lents coaxials. El feix d'ions primaris impacta la superfície de la mostra a 90°, i els ions secundaris s'extreuen a través del mateix conjunt de lents. Això permet distingir la composició isotòpica de cèl·lules individuals en el rang de parts per milió (ppm) o parts per mil milions (ppb). El principal inconvenient d'aquesta configuració és que els feixos d'ions primaris i secundaris han de tenir polaritat oposada, cosa que pot limitar quins elements es poden detectar simultàniament.
NanoSIMS pot detectar diferències de massa minúscules entre ions a una resolució de M/dM > 5000, on M és la massa nominal de l'isòtop i dM és la diferència de massa entre els isòtops d'interès. Les capacitats d'alta resolució de massa de NanoSIMS permeten identificar i cartografiar espacialment diferents elements i els seus isòtops a la mostra, fins i tot si la massa és molt propera. L'espectròmetre de masses és capaç de multicol·lecció, és a dir, es poden detectar simultàniament fins a 5 (NanoSIMS 50) o 7 (NanoSIMS 50 L) masses, des d'hidrogen fins a urani, tot i que amb limitacions. El nombre relativament gran de masses ajuda a eliminar els errors de mesura, ja que s'eviten els possibles canvis en les condicions instrumentals o de la mostra que es puguin produir entre execucions.
El feix d'ions s'ha de configurar per detectar ions negatius o positius, cosa que normalment es fa mitjançant un feix de cesi+ o d'oxigen, respectivament. L'alta resolució de massa que s'aconsegueix és particularment rellevant per a aplicacions biològiques. Per exemple, el nitrogen és un dels elements més comuns en els organismes. Tanmateix, a causa de la baixa afinitat electrònica de l'àtom de nitrogen, la producció d'ions secundaris és rara. En canvi, es poden generar i mesurar molècules com el CN. Tanmateix, a causa de combinacions d'isòtops, com ara les isòbares 13C14N- i 12C 15N-, es generaran pesos moleculars gairebé idèntics de 27.000 i 27.006 daltons, respectivament. A diferència d'altres tècniques d'imatge, on 13C14N i 12C5N no es poden mesurar independentment a causa de masses gairebé idèntiques, NanoSIMS pot distingir amb seguretat les diferències entre aquestes molècules, permetent la realització d'experiments d'augment isotòpic.

## La física de NanoSIMS
L'espectròmetre de masses de sector magnètic provoca una separació física d'ions amb una relació massa-càrrega diferent. La separació física dels ions secundaris és causada per la força de Lorentz quan els ions passen a través d'un camp magnètic perpendicular al vector de velocitat dels ions secundaris. La força de Lorentz afirma que una partícula experimentarà una força
{\displaystyle \mathbf {F} =q\left[\mathbf {E} +(\mathbf {v} \times \mathbf {B} )\right]}
quan manté una càrrega q i viatja a través d'un camp elèctric E i un camp magnètic B amb una velocitat v. Els ions secundaris que surten de la superfície de la mostra solen tenir una energia cinètica d'uns pocs electronvolts (eV), tot i que s'ha descobert que una part força petita té una energia d'uns pocs keV. Un camp electroestàtic captura els ions secundaris que surten de la superfície de la mostra; aquests ions extrets es transfereixen a un espectròmetre de masses. Per aconseguir mesures isotòpiques precises, cal una alta transmissió i una alta resolució de massa. L'alta transmissió es refereix a la baixa pèrdua d'ions secundaris entre la superfície de la mostra i el detector, i l'alta resolució de massa es refereix a la capacitat de separar eficientment els ions secundaris (o molècules d'interès) d'altres ions i/o ions de massa similar. Els ions primaris xocaran amb la superfície a una freqüència específica per unitat de superfície. La col·lisió que es produeix fa que els àtoms es desprenguin de la superfície de la mostra, i d'aquests àtoms només una petita quantitat patirà ionització. Aquests es converteixen en ions secundaris, que després es detecten després de la transferència a través de l'espectròmetre de masses. Cada ió primari genera un nombre d'ions secundaris d'un isòtop que arribaran al detector per ser comptats. La taxa de recompte es determina per
{\displaystyle I(^{i}M)=d_{\mathrm {b} }\times S\times Y\times X_{\mathrm {M} }\times A_{\mathrm {i} }\times Y_{\mathrm {i} }\times T}
on I ( i M) és la taxa de recompte de l'isòtop i M de l'element M. La taxa de recompte de l'isòtop depèn de la concentració, X M, i de l'abundància isotòpica de l'element, denotada A i. Com que el feix d'ions primaris determina els ions secundaris, Y, que es pulveritzen, la densitat del feix d' ions primaris, db, que es defineix com la quantitat d'ions per segon per unitat de superfície, afectarà una porció de la superfície de la mostra, S, amb una distribució uniforme dels ions primaris. Dels ions secundaris polvoritzats, només hi ha una fracció que s'ionitzarà, Yi. La probabilitat que qualsevol ió es transfereixi amb èxit de l'espectròmetre de masses al detector és T. El producte de Y i T determina la quantitat d'isòtops que s'ionitzaran, així com que es detectaran, per la qual cosa es considera el rendiment útil.

## Preparació de mostres
La preparació de mostres és un dels passos més crítics en l'anàlisi NanoSIMS, especialment quan s'analitzen mostres biològiques. S'haurien de desenvolupar protocols específics per a experiments individuals per tal de preservar millor no només l'estructura de la mostra, sinó també la veritable distribució espacial i l'abundància de molècules dins de la mostra. Com que el NanoSIMS funciona sota ultra alt buit, la mostra ha de ser compatible amb el buit (és a dir, lliure de volàtils), plana, cosa que redueix les diferents trajectòries d'ionització, i conductora, cosa que es pot aconseguir mitjançant un recobriment per pulverització catòdica amb Au, Pt o C. Les mostres biològiques, com ara cèl·lules o teixits, es poden preparar amb fixació química o criofixació i incrustar-les en una resina abans de seccionar-les en làmines primes (100 nm - 1 μm), i es col·loquen en oblies o portaobjectes de silici per a l'anàlisi. La preparació de mostres metal·logràfiques generalment és molt més senzilla, però cal un poliment metal·logràfic molt bo per aconseguir una superfície plana i sense ratllades.

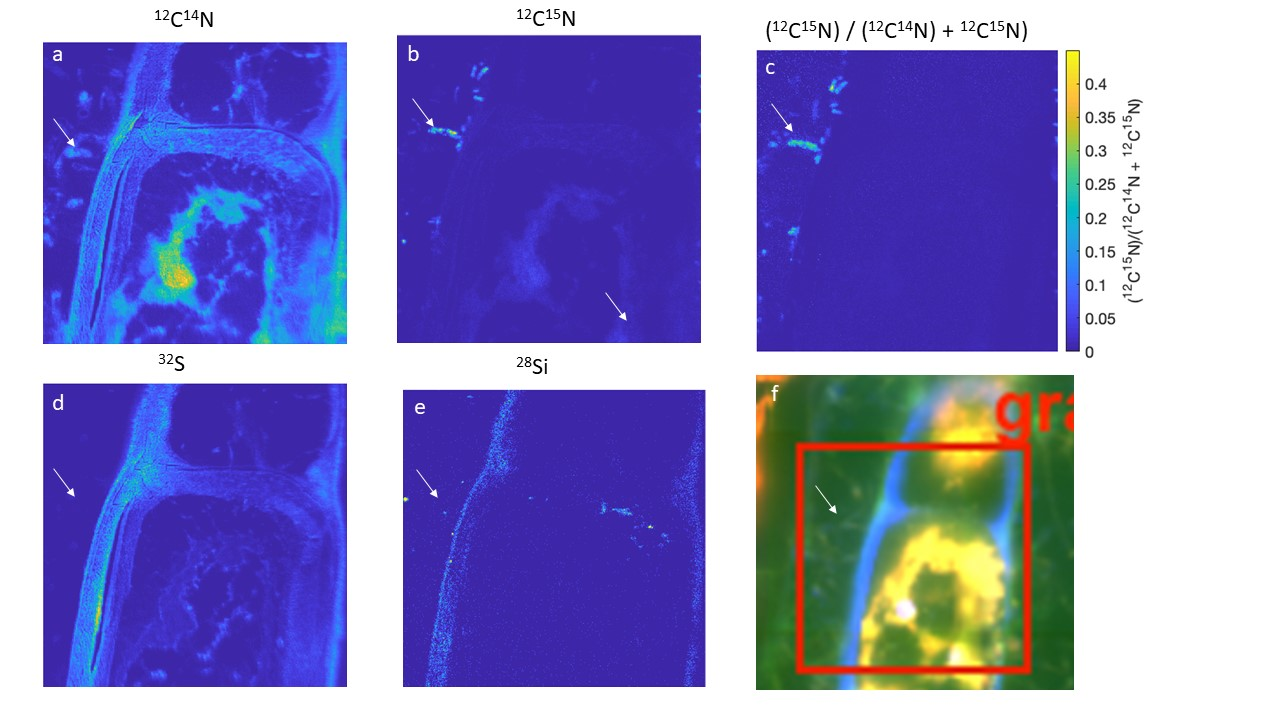
Anàlisi NanoSIMS d'una diatomea i un bacteri (fletxa blanca) proporcionats amb un isòtop estable marcat amb nitrat ^{15}N. Als panells ae, el blau fosc representa recomptes baixos de cada isòtop i el groc són recomptes alts. Els bacteris, però no la diatomea, van incorporar el pesat ^{15}N, com es veu al panell c. La proporció natural de ^{15}N a ^{14}N és de 0,04. Qualsevol proporció superior a aquesta indica que l'organisme ha incorporat el nitrat de ^{15}N a la seva matèria orgànica. També es poden observar les diferències naturals en l'abundància de ^{32S} entre els bacteris i les diatomees (panell d), juntament amb el senyal de ^{28Si} del frústul de la diatomea, fet de sílice (panell e). El panell f és una fluorescència de la mateixa diatomea. El requadre vermell indica la mateixa vista que es veu als panells ae. Cada imatge nanoSIMS fa 50 μm per 50 μm. Imatge proporcionada pel Curs Internacional de Formació en Geobiologia i Orphan Lab, Caltech.

## Aplicacions
NanoSIMS pot capturar la variabilitat espacial de mesures isotòpiques i elementals d'àrees, grans o inclusions submicròniques de mostres geològiques, de ciència de materials i biològiques. Aquest instrument pot caracteritzar materials nanoestructurats amb composició complexa que són candidats cada cop més importants per a la generació i l'emmagatzematge d'energia.

### Aplicacions geològiques
NanoSIMS també ha demostrat ser útil en l'estudi de problemes cosmoquímics, on es poden analitzar mostres de grans individuals, de mida micro o submicromètrica, de meteorits, així com seccions de microtoms preparades per la tècnica de feix d'ions enfocat (FIB). NanoSIMS es pot combinar amb microscòpia electrònica de transmissió (TEM) quan s'utilitzen seccions de microtom o FIB. Aquesta combinació permet estudis mineralògics i isotòpics correlacionats in situ a escala submicromètrica.
És particularment útil en la investigació de materials per la seva alta sensibilitat a alta resolució de massa, que permet la visualització i quantificació d'elements traça.

### Aplicacions biològiques
Inicialment desenvolupat per a la investigació geoquímica i relacionada, NanoSIMS ara s'utilitza en una àmplia varietat de camps, incloent la biologia i la microbiologia. En la recerca biomèdica, la NanoSIMS també es coneix com a espectrometria de masses d'imatges multiisòtops (MIMS). La resolució de 50 nm permet una resolució sense precedents de les característiques cel·lulars i subcel·lulars (com a referència, l'organisme model E. coli sol ser de 1.000 a 2.000 nm de diàmetre). L'alta resolució que ofereix permet la mesura intracel·lular d'acumulació i flux de molècules que contenen diversos isòtops estables. NanoSIMS es pot utilitzar per a cultius purs, cocultius i mostres de comunitats mixtes.

### Aplicacions farmacològiques
El desenvolupament de NanoSIMS per a fàrmacs organometàl·lics va obrir el camí per explorar la distribució de molècules biològicament actives a nivell subcel·lular. Legin et al. van combinar NanoSIMS amb microscòpia làser confocal de fluorescència per caracteritzar la distribució subcel·lular del cisplatí amb Pt marcat isotòpicament amb 15 N en cèl·lules de càncer de còlon humà. El cisplatí apareix al nucli diana de les cèl·lules canceroses de còlon. El 15N i el Pt estan separats, cosa que mostra que el metabolisme subcel·lular es troba en la via d'acció. La internalització de l'amiodarona als lisosomes dels macròfags s'il·lustra a Jiang et al. Gràcies al baix límit de detecció, dos àtoms de iode de 127I en la molècula d'amiodarona permeten una imatge sense marcatge mitjançant NanoSIMS. Les imatges de iode i fòsfor, juntament amb la representació gràfica de la intensitat de 127I − vs 31P −, van indicar una relació lineal entre la quantitat de iode i fosfolípids. Aquests resultats revelen evidència de fosfolipidosi induïda per amiodarona.

### Aplicacions de la ciència de materials
El NanoSIMS s'ha utilitzat en moltes àrees diferents de la ciència de materials. És capaç de cartografiar l'hidrogen i el deuteri a escales microestructuralment rellevants, cosa que és important per als estudis de la fragilització per hidrogen en metalls tot i que hi ha reptes significatius associats amb la detecció precisa de l'hidrogen i el deuteri.